# 孔惟德
孔惟德（1525年—1599年），字恒夫，號一斋，河南汝寧府汝陽縣人，明朝政治人物。

## 生平
河南鄉試第五十六名，嘉靖三十二年（1553年）癸丑科進士。授南京刑部主事，升员外郎、郎中。嘉靖四十年，擔任泉州府知府。歷官山西潞安府知府。降任两浙转运使副使。隆慶四年（1570年）任四川夔州府知府。擒巨寇王忠等，散其余党。不久归养侍亲。起補山東萊州府知府，萬曆十年（1582年）十一月升本省副使，十二年四月升本省右參政。后被人弹劾，慨然致仕。卒年七十五。
2022年汝南县城东北隅汝河北岸旧城改造时发现孔惟德墓誌銘，碑文撰者李宗延、墓盖篆写者桂有根、碑文书丹費必興。

## 家族
曾祖孔文釗；祖父孔鉞；父孔舉。前母張氏；前母楊氏；母閆氏。具庆下。弟孔惟中。